# Notoxus pictus
Notoxus pictus är en skalbaggsart som beskrevs av Thomas Casey 1895. Notoxus pictus ingår i släktet Notoxus och familjen kvickbaggar. Inga underarter finns listade i Catalogue of Life.